# 셰퍼 언드라시
셰퍼 언드라시(헝가리어: Schäfer András, 1999년 4월 13일 ~ )는 헝가리의 축구 선수로 현재 독일 분데스리가의 1. FC 우니온 베를린에서 중앙 미드필더로 활약하고 있다.